# Herbert Molderings
Herbert Molderings (* 30. August 1948 in Witterschlick bei Bonn) ist ein deutscher Kunsthistoriker und emeritierter Professor für Mittlere und Neuere Kunstgeschichte an der Ruhr-Universität Bochum.

## Leben und Wirken
Molderings studierte von 1967 bis 1969 Kunstgeschichte, Philosophie, Archäologie und Germanistik an der Rheinischen Friedrich-Wilhelms-Universität Bonn und von 1969 bis 1973 Kunstgeschichte, Philosophie und Soziologie an der Ruhr-Universität Bochum. Dort wurde er 1973 mit einer Studie zum Werk Marcel Duchamps von Max Imdahl im Fach Kunstgeschichte promoviert.
1974–75 war er Forschungsstipendiat des Landes Nordrhein-Westfalen am Zentralinstitut für Kunstgeschichte in München. Von 1975 bis 1978 war er Direktor des Westfälischen Kunstvereins in Münster, wo er Ausstellungen zur Moderne der Fotografie (August Sander, Florence Henri) und zur Gegenwartskunst (François Morellet, Rainer Wittenborn, Nikolaus Lang, Charles Simonds, Sarkis, Jochen Gerz u. a.) organisierte. 1978 kuratierte er die Sektion „Fotografie“ in der Ausstellung „Paris–Berlin. 1900–1933. Übereinstimmungen und Gegensätze Frankreich-Deutschland“ im Musée National d'art moderne, Centre Pompidou. An der Jahreswende 1978/79 übersiedelte er nach Paris und begann als freier wissenschaftlicher Autor und Kurator zu arbeiten. Seit 1982 lebt er in Köln und Paris.
1983–84 vertrat er den Lehrstuhl für das Fach Kunstgeschichte von Martin Warnke am Kunstgeschichtlichen Seminar der Universität Hamburg, 1989–90 übernahm er die Vertretung des Lehrstuhls für das Fach Kunstgeschichte von Max Imdahl am Kunstgeschichtlichen Institut der Ruhr-Universität Bochum. 1984–85 war er Gastprofessor am Kunstgeschichtlichen Seminar der Universität Hamburg, 1996 an der Gesamthochschule Kassel, 2000/2001 am Hermann von Helmholtz-Zentrum für Kulturtechnik der Humboldt-Universität zu Berlin. 1995 wurde er an der Fakultät für Geschichtswissenschaft der Ruhr-Universität Bochum mit der Untersuchung „Umbo. Vom Bauhaus zum Bildjournalismus“ habilitiert.
Von 2004 bis 2013 lehrte Molderings als außerplanmäßiger Professor für Mittlere und Neuere Kunstgeschichte an der Ruhr-Universität Bochum. 2005–06 konzipierte und leitete er das Forschungsjahr „Fotografie – Bild oder Abbild? Kritische Positionen zum positivistischen Fotobegriff in der Geschichte der deutschen und französischen Fotografie“ am Deutschen Forum für Kunstgeschichte in Paris.
Molderings organisierte von 1995 bis 1997 in sieben deutschen und ausländischen Museen die Retrospektive Umbo. Vom Bauhaus zum Bildjournalismus dieses Fotografen der klassischen Moderne.
In einer Serie von Artikeln in der Frankfurter Allgemeinen Zeitung und in Le Monde wies Molderings 1997–98 nach, dass die Herkunft der am 2. Mai 1997 bei Sotheby’s in London unter den Namen „Helene Anderson Collection“ versteigerten Sammlung internationaler Avantgarde-Fotografien der 1920er und 1930er Jahre gefälscht war. Die Sammlung gehörte in Wirklichkeit dem Dresdener Industriellen Kurt Kirchbach.
Die Forschungsschwerpunkte von Molderings sind die Kunst der klassischen Moderne und der Gegenwart, die Geschichte und Theorie der Fotografie, die Kunst des Dadaismus und Surrealismus, die Werke von Marcel Duchamp, Man Ray, Umbo und László Moholy-Nagy sowie die Internationale Foto-Sammlung Kurt Kirchbach.
Herbert Molderings ist verheiratet und hat zwei erwachsene Söhne.

## Auszeichnungen und Mitgliedschaften
- 1973: Auszeichnung des Kanzlers der Ruhr-Universität Bochum für die Dissertation „Marcel Duchamp. Problem und Rezeption“
- 1998: Kraszna-Krausz Photography Book Award für die Monographie „UMBO. Otto Umbehr 1902–1980“
- 2002/2003: Fellow am Wissenschaftskolleg zu Berlin
- 2010/2011: Fellow des Gutenberg Forschungskollegs der Johannes Gutenberg-Universität Mainz im Forschungsschwerpunkt „Historische Kulturwissenschaften“
- 2014: Justus Bier Preis für Kuratoren für die Ausstellung und den Katalog „Lens Based Sculpture. Die Veränderung der Skulptur durch die Fotografie“ (zusammen mit Bogomir Ecker, Raimund Kummer, Friedemann Malsch)

## Veröffentlichungen

### Monographien (Auswahl)
- Marcel Duchamp. Parawissenschaft, das Ephemere und der Skeptizismus, Qumran, Frankfurt am Main, Paris 1983, ISBN 3-88655-178-4 Campus, Frankfurt am Main, 1987, ISBN 3-88655-178-4; Richter, Düsseldorf, 1997, ISBN 3-928762-63-X.
- Umbo: Otto Umbehr 1902–1980, Richter, Düsseldorf 1996, ISBN 3-928762-43-5.
- Umbo. [Übers. André Gunthert], Centre National de la Photographie, Paris 1996, ISBN 2-86754-101-8.
- László Moholy-Nagy. [Übers. Patrick Kermann], Nathan, Paris 1998, ISBN 209-754 128-3.
- Gerhard Merz. Ein Künstler des Agnostizismus, Kunstverein Hannover, Hannover 2000, ISBN 3-926820-71-3.
- Kunst als Experiment: Marcel Duchamps „3 Kunststopf-Normalmaße“, Deutscher Kunstverlag, München, Berlin 2006, ISBN 3-422-06528-8.
- L’Art comme expérience. Les « 3 Stoppages étalon » de Marcel Duchamp, [Übers. Anne-Marie Geyer], Maison des sciences de l’homme, Deutsches Forum für Kunstgeschichte, Paris, 2007, ISBN 978-2-7351-1148-0.
- Die Moderne der Fotografie, Philo Fine Arts, Hamburg 2008, ISBN 978-3-86572-635-3.
- Atelier Man Ray, König, Köln 2009, ISBN 978-3-86560-613-6.
- L'évidence du possible. Photographie moderne et surréalisme, [Übers. Jean Torrent, Yves Kobry, Patrick Kermann], Textuel, Deutsches Forum für Kunstgeschichte, Paris 2009, ISBN 978-2-84597-347-3.
- Duchamp and the Aesthetics of Chance. Art as Experiment, [Übers. John Brogden], Columbia University Press, New York 2010, ISBN 978-0-231-14762-0.
- Die nackte Wahrheit: Zum Spätwerk von Marcel Duchamp, Hanser, München 2012, ISBN 978-3-446-23872-5.
- Marcel Duchamp im Alter von 85 Jahren. Eine Inkunabel der konzeptuellen Fotografie, König, Köln 2013, ISBN 978-3-86335-304-9.
- Marcel Duchamp at the Age of 85. An Incunabulum of Conceptual Photography, [Übers. John Brogden], König, Köln 2013, ISBN 978-3-86335-332-2.
- Duchamp traversé. Essais 1975–2012, [Übers. Jean Torrent], MAMCO, Genf und Deutsches Forum für Kunstgeschichte, Paris 2014, ISBN 978-2-940159-60-4.
- Über Marcel Duchamp und die Ästhetik des Möglichen, Walther König, Köln 2019, ISBN 978-3-96098-478-8.
- About Time, Walter und Franz König, Köln 2023, ISBN 978-3-7533-0545-5 (gemeinsam mit Charles Simonds).

### Als Mitherausgeber
- Beiträge zur Geschichte und Ästhetik der Fotografie, Anabas, Gießen 1977, ISBN 3-87038-044-6 (gemeinsam mit Ulrich Keller und Winfried Ranke).
- L’évidence photographique. La conception positiviste de la photographie en question, Deutsches Forum für Kunstgeschichte, Maison des sciences de l’homme, Paris 2009, ISBN 978-2-7351-1223-4 (gemeinsam mit Gregor Wedekind).
- Lens Based Sculpture. Die Veränderung der Skulptur durch die Fotografie, König, Köln 2014, ISBN 978-3-86335-491-6 (gemeinsam mit Bogomir Ecker, Raimund Kummer, Friedemann Malsch).

### Aufsätze (Auswahl)
- Film, Fotografie und ihr Einfluß auf die Malerei in Paris um 1910. Marcel Duchamp - Jacques Villon - Frank Kupka. In: Wallraf-Richartz-Jahrbuch, Köln 1975, S. 247–286.
- Mirrors, Masks and Spaces. Self-Portraits by Women Photographers in the Twenties and Thirties (gemeinsam mit Barbara Mülhens-Molderings). In: La dona. metamorfosi de la modernitat. Katalog. Fundació Joan Miró, Barcelona  2004, S. 29–65 u. S. 320–325. http://lemagazine.jeudepaume.org/2011/06/molderings
- Photographic History in the Spirit of Constructivism Reflections on Walter Benjamin’s ‘Little History of Photography’. In: Art in Translation, 3, September 2014, S. 317–344.  http://www.tandfonline.com/doi/abs/10.2752/175613114X14043084853074
- Umbo’s Aesthetic. In: History of Photography, 2, Autumn 2005, S. 240–255. https://www.researchgate.net/publication/273294358_Umbo%27s_aesthetic
- Nicht die Objekte zählen, sondern die Experimente. Marcel Duchamps New Yorker Atelier als  Wahrnehmungslabor / It is not the Objects that Count, but the Experiments. Marcel Duchamp’s New York Studio as a Laboratory of Perception. In: Re-Object. Marcel Duchamp Damien Hirst Jeff Koons Gerhard Merz. Katalog. Kunsthaus Bregenz 2007, S. 35–51 u. S. 146–154.
- The modernist cause. In: Q. Bajac, C. Chéroux (Hrsg.): Collection Photographs: A History of Photography through the Collections of the Centre Pompidou, Musée National d'Art Moderne, Göttingen: Steidl, 2007, S. 97–113.
- Eine Schule der modernen Fotoreportage. Die Agentur Dephot (Deutscher Photodienst) 1928-1933. In: Fotogeschichte, 107, 2008, S. 4–21.
- Light Years of a Life: The Photogram in the Aesthetic of László Moholy-Nagy. In: R. Heyne, F. M. Neusüss, H. Moholy-Nagy (Hrsg.): Moholy-Nagy The Photograms. Catalogue raisonné, Ostfildern  2009, S. 15–25.
- Die Entdeckung des geistigen Sehens. Marcel Duchamp in München 1912 / The Discovery of the Mind's Eye. Marcel Duchamp in Munich 1912. In: H. Friedel et al. (Hrsg.): Marcel Duchamp in München 1912 / Marcel Duchamp in Munich 1912, München 2012, S. 11–36.
- Gegen den Strich gebürstet. Man Ray und die Fotografie des Surrealismus. In: Man Ray Fotograf im Paris der Surrealisten. Katalog. Brühl: Max Ernst Museum des LVR, 2013, S. 28–45.
- Der Beitrag der Fotografie zur Experimentalisierung der Skulptur / The contribution of Photography to Sculptural Experimentalization. In: B. Ecker, R. Kummer, F. Malsch, H. Molderings (Hrsg.): Lens-based sculpture. Die Veränderung der Skulptur durch die Fotografie / The Transformation of Sculpture Through Photography. Katalog. Berlin: Akademie der Künste, Vaduz: Kunstmuseum Liechtenstein, Köln: Walther König, 2013, S. 26–55.
- The Plurality of Times. On Memory, Time, and History in Charles Simonds' Œuvre, [Übers. Mitch Cohen], In: H. Molderings u. C. Simonds, About Time, Köln: Walther und Franz König, 2023, S. 1–40.